# Mesopolobus dichrocerus
Mesopolobus dichrocerus är en stekelart som beskrevs av Dzhanokmen 1974. Mesopolobus dichrocerus ingår i släktet Mesopolobus och familjen puppglanssteklar.
Artens utbredningsområde är:
- Kazakstan.
- Mongoliet.

Inga underarter finns listade i Catalogue of Life.